# Renzow
Renzow is een plaats in de gemeente Schildetal in de Duitse deelstaat Mecklenburg-Voor-Pommeren, en maakt deel uit van het district Nordwestmecklenburg.
Renzow telt 451 inwoners. Tot 7 juni 2009 was het een zelfstandige gemeente.